# Protogalassia

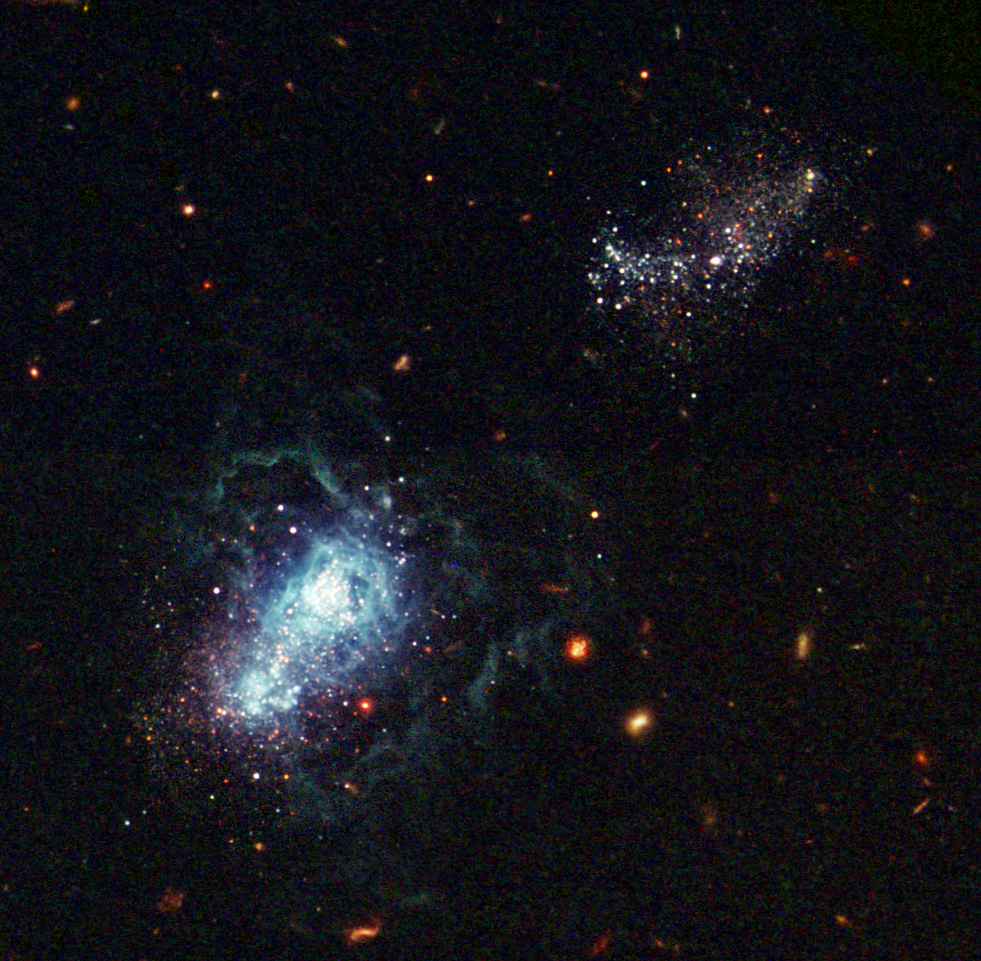
I Zwicky 18 (in basso a sinistra) ha l'aspetto di una galassia di recente formazione.

In cosmologia, una protogalassia (o galassia primordiale) è una nube di gas che darà origine ad una galassia. Si crede che il tasso di formazione stellare, durante questo periodo dell'evoluzione galattica, abbia determinato la morfologia della futura galassia, ossia galassia a spirale o ellittica; una formazione stellare più lenta tenderebbe a produrre una galassia spirale. I gruppi di gas più piccoli in una protogalassia producono le singole stelle.

## Definizione
Il termine "protogalassia" è generalmente interpretato come "Progenitore delle galassie ordinarie, nelle prime fasi di formazione". Tuttavia, "prime fasi di formazione" non è un'espressione chiaramente definita. 
Nel caso che questa dia origine a una galassia con basso tasso di formazione stellare, come le galassie ellittiche, può essere definita come: La prima grande fase di elevata formazione stellare in un progenitore di una galassia ellittica attuale
Nel caso di galassie con aloni, come una galassia media: L' epoca di massima fusione degli aloni oscuri dei frammenti che si assemblano per produrre una galassia media oggi
Nel caso di galassie a spirale, Una regione iperdensa di materia oscura nell'universo primordiale, destinata a legarsi gravitazionalmente o a collassare.
O più in generale: Un corpo ancora gassoso prima che si sia verificata qualsiasi formazione stellare;.
Il termine protogalassia è utilizzato principalmente nella teoria del Big Bang.

## Formazione
Si pensa che l'universo primordiale abbia avuto origine con una distribuzione quasi uniforme (ogni particella è a uguale distanza da quella adiacente) di materia e materia oscura. La materia oscura iniziò quindi ad aggregarsi sotto l'attrazione gravitazionale a causa dello spettro di perturbazione della densità iniziale causato dalle fluttuazioni quantistiche.
Ciò deriva dal Principio di indeterminazione di Heisenberg, che mostra che possono esserci piccole variazioni temporanee nella quantità di energia nello spazio vuoto.
Coppie particella/ antiparticella possono formarsi da questa energia attraverso l'equivalenza massa-energia, e l'attrazione gravitazionale fa sì che altre particelle vicine si muovano verso di essa, disturbando la distribuzione uniforme e creando un centro di gravità, attirando le particelle più vicine. 
Quando ciò accade, le dimensioni dell'universo sono trascurabili, ma lo stato di queste minuscole fluttuazioni viene enormemente amplificato nella fase di massima espansione primordiale, la cosiddetta inflazione cosmologica.
Da quando l'universo ha iniziato a espandersi da un singolo punto ha lasciato una perturbazione, una minuscola "increspatura" nello spazio tempo che aumenta notevolmente con l'espansione dell'universo, producendo dunque nell'universo espanso delle ampie aree di maggiore densità. 
L'attrazione gravitazionale di questi grumi più densi di materia oscura ha quindi fatto sì che la materia adiacente iniziasse a cadere nella regione più densa.

Questo tipo di processo è stato osservato e analizzato da Nilsson et al. nel 2006.
Ciò ha portato alla formazione di nubi di gas, prevalentemente costituite da idrogeno, pertettendo dunque la formazione prime stelle all'interno di queste nubi. 
Queste nubi di gas e stelle primordiali, molte volte più piccole della nostra galassia, erano le prime protogalassie.

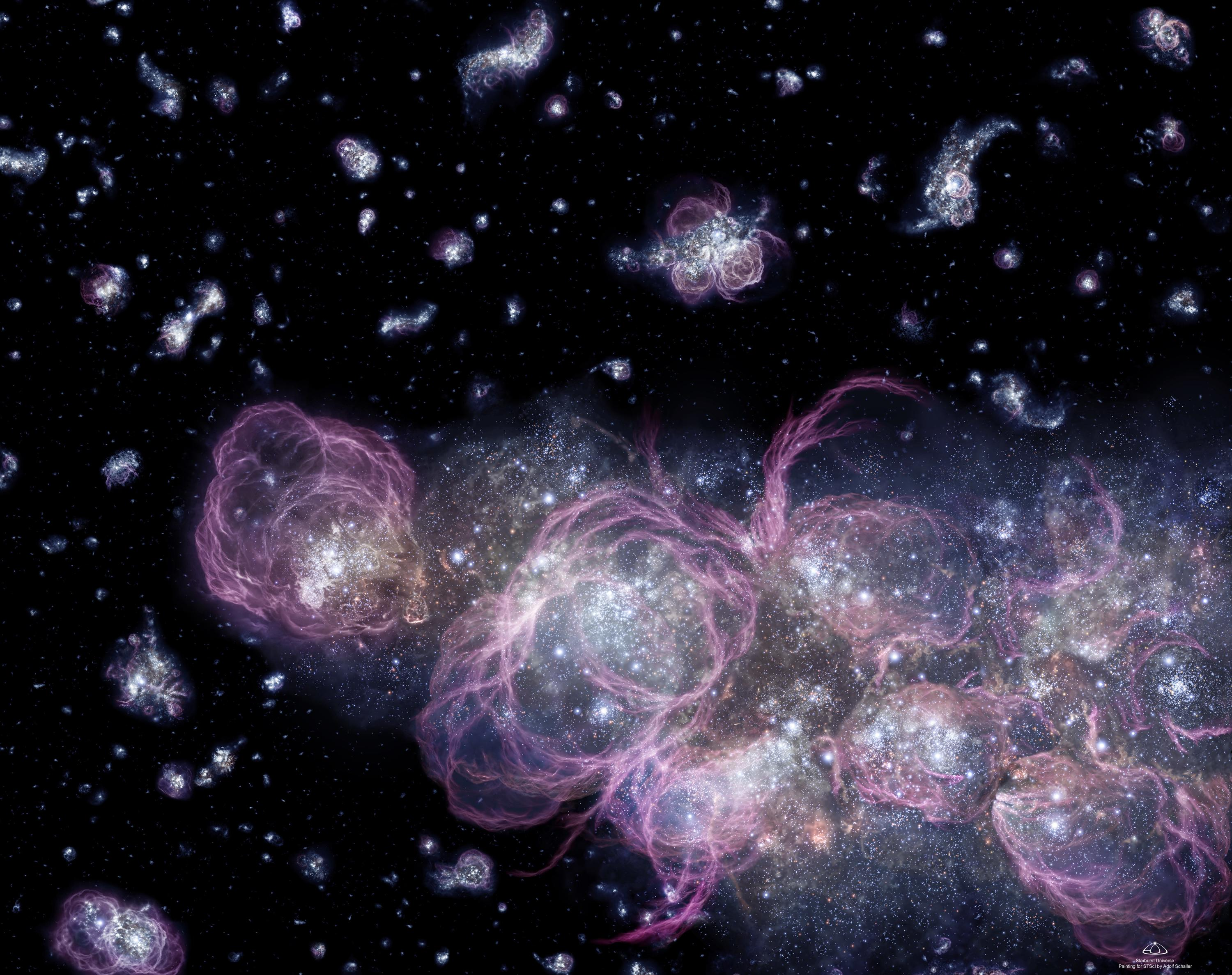
Un'illustrazione che mostra le protogalassie in collisione

La teoria consolidata è che i gruppi di piccole protogalassie furono attratti insieme dalla gravità e si scontrarono, il che portò alla formazione delle galassie "adulte" molto più grandi che abbiamo oggi.
Ciò segue il processo di assemblaggio gerarchico, che è un processo continuo in cui corpi più grandi si formano continuamente dalla fusione di quelli più piccoli.

## Proprietà

### Composizione
Poiché non c'era stata alcuna precedente formazione stellare capace di creare elementi più pesanti dell'Elio, le protogalassie sarebbero state costituite quasi interamente da idrogeno ed elio. 
L'idrogeno si sarebbe legato per formare molecole di H2, con alcune eccezioni..
Questo sarebbe cambiato con l'inizio della formazione stellare e la produzione di più elementi attraverso il processo di fusione nucleare.

### Meccanica
Una volta che una protogalassia inizia a formarsi, tutte le particelle legate dalla sua gravità iniziano a cadere liberamente verso di essa. Il tempo impiegato per concludere questa caduta libera può essere approssimato utilizzando le equazioni di caduta libera. 
La maggior parte delle galassie ha completato questa fase di caduta libera diventando dunque galassie ellittiche o a disco stabili, anche se le galassie a disco impiegano più tempo per formarsi completamente. 
La formazione degli ammassi di galassie richiede molto più tempo ed è ancora in corso ora.
Questa fase è anche quella in cui le galassie acquisiscono la maggior parte del loro momento angolare. Una protogalassia lo acquisisce a causa dell'influenza gravitazionale degli ammassi densi vicini nell'universo primordiale, e più il gas è lontano dal centro, maggiore è lo spin.

### Luminosità
La luminosità delle protogalassie deriva da due fonti. La prima e più importante è la radiazione derivante dalla fusione nucleare dell'idrogeno in elio nelle stelle primordiali. 
Si pensa che questa prima esplosione di formazione stellare abbia reso la luminosità di una protogalassia paragonabile a quella di una galassia starburst o di un quasar odierno.
L'altra è il rilascio di energia di legame gravitazionale in eccesso . La lunghezza d'onda primaria attesa da una protogalassia è una varietà di UV chiamata Lyman-alfa, che è la lunghezza d'onda emessa dall'idrogeno gassoso quando viene ionizzato dalla radiazione di una stella.

### Rilevamento
Le protogalassie possono teoricamente essere viste ancora oggi, poiché la luce proveniente dagli angoli più remoti dell'universo impiega moltissimo tempo per raggiungere la Terra, in alcuni luoghi abbastanza a lungo da poterle vedere nella fase in cui sono popolate da protogalassie. 
Ci sono stati molti tentativi di trovare protogalassie con i telescopi negli ultimi 30 anni a causa del valore di tale scoperta nel confermare come si formano le galassie, ma la distanza che qualsiasi radiazione dovrebbe percorrere per essere abbastanza vecchia da provenire da una protogalassia è molto grande. 
Questo, unito al fatto che la lunghezza d'onda Lyman-alfa viene assorbita abbastanza facilmente dalla polvere, ha fatto pensare ad alcuni astronomi che le protogalassie potrebbero essere troppo deboli per essere rilevate.
Nel 1996, una candidata protogalassia fu scoperta da Yee et al. utilizzando il Canadian Network for Observational Cosmology (CNOC). L'oggetto era una galassia a forma di disco ad alto redshift con una luminosità molto elevata.
In seguito si dibatté sul fatto che l'incredibile luminosità fosse causata dalla lente gravitazionale di un ammasso galattico in primo piano.
Nel 2006, K. Nilsson et al. hanno riferito di aver trovato una "macchia" che emetteva radiazioni UV Lyman alfa. 
L'analisi ha concluso che si trattava di una gigantesca nube di idrogeno gassoso che cadeva su un ammasso di materia oscura nell'universo primordiale, creando una protogalassia.
Nel 2007, Michael Rauch et al. stavano utilizzando il VLT per cercare un segnale dal gas intergalattico, quando individuarono dozzine di oggetti discreti che emettevano grandi quantità di radiazione UV di tipo Lyman-alfa. Conclusero che questi 27 oggetti erano esempi di protogalassie di 11 miliardi di anni fa.